# Sayonara Football
Sayonara Football (さよならフットボール, Sayonara futtobōru, litt. Au revoir le football) est un manga écrit et dessiné par Naoshi Arakawa, prépublié entre 2009 et 2010 dans le Magazine E-no et compilé en deux volumes reliés par Kōdansha. La version française est publiée en 2016 par Ki-oon. La suite du manga, Sayonara Watashi no Cramer (さよなら私のクラマー) est prépublié entre 2016 et 2020 dans le Monthly Shōnen Magazine et compilé en quatorze volumes reliés par Kōdansha.
Une adaptation en anime est diffusée depuis avril 2021 sous le nom Farewell, My Dear Cramer.

## Synopsis
L'histoire nous conte les aventures d'une jeune fille, Nozomi Onda, une surdouée du ballon rond depuis l'enfance qui, désormais âgée de quatorze ans, est bien déterminée à entrer dans l'équipe de son collège. Le problème, c’est qu'il n'y a pas d'équipe féminine de foot. Et Nozomi ronge son frein sur le banc de touche de l'équipe des garçons. La raison ? Les garçons seraient plus forts que les filles, pour une raison physique, selon son entraîneur.
Plus déterminée que jamais à montrer qu'elle est la meilleure, elle va affronter son ami d'enfance Yasuake qu'elle a depuis toujours surpassée.

## Personnages
Nozomi Onda (恩田 希, Nozomi Onda)
Tetsuji Yamada (山田 鉄二, Tetsuji Yamada)
Kaoru Takei  (竹井 薫, Kaoru Takei)
Sawa Echizen (恩田 順平, Sawa Echizen)
Miyukizo Sameshima (鮫島 幸造, Samejima Kozo)

## Manga

### Sayonara Football
Le manga est prépublié entre 2009 et 2010 dans le Magazine Eno de l'éditeur Kōdansha. L'auteur Naoshi Arakawa n'est pas un grand fan de football. L’idée de cette série sportive lui est venue en regardant un documentaire sur Homare Sawa, la capitaine de l’équipe féminine nationale de football.
Les éditions Ki-oon ont profité des effets cumulés de la finale de l'Euro 2016 organisé en France et l'exposition Japan Expo pour sortir ce manga.
| no | Japonais        | Japonais          | Français       | Français          |
| no | Date de sortie  | ISBN              | Date de sortie | ISBN              |
| --- | --------------- | ----------------- | -------------- | ----------------- |
| 1 | 17 février 2010 | 978-4-06-375872-6 | 9 mai 2016     | 978-2-35592-963-2 |
| Liste des chapitres : - Ch. 1 : La chipie (じゃじゃ馬登場, Jajauma tōjō) - Ch. 2 : Ses souvenirs et sa détermination (あの頃と彼女の決意, Anogoro to kanojo no ketsui) - Ch. 3 : Opération "décrocher une place de titulaire" ! (レギュラー奪取作戦！, Regyurā dasshu sakusen!) - Ch. 4 : Et le coup de sifflet retentit (そしてホイッスルはなる, Soshite hoissuru wa naru) |                 |                   |                |                   |
| 2 | 15 octobre 2010 | 978-4-06-375977-8 | 7 juillet 2016 | 978-2-35592-974-8 |
| Liste des chapitres : - Ch. 5 : Confrontation et décision (激突と決意, Gekitotsu to ketsui) - Ch. 6 : Tout ce qui se passe sur le terrain (ピッチにある全部, Pitchi ni aru zenbu) - Ch. 7 : Foot sous le ciel bleu (青空の下のフットボール, Aozora no shita no futtobōru) - Ch. 8 : L'héritage (残せたもの, Nokoseta mono)                                                  |                 |                   |                |                   |

### Sayonara Watashi no Cramer
| no | Japonais        | Japonais          |
| no | Date de sortie  | ISBN              |
| --- | --------------- | ----------------- |
| 1 | 17 août 2016    | 978-4-06-392539-5 |
| Liste des chapitres : - Ch. 1 : ひとりぼっち (Hitoribotchi) - Ch. 2 : インパクト (Inpakuto) - Ch. 3 : 雪の中の少女 (Yuki no naka no shōjo)                                                                                                   |                 |                   |
| 2 | 17 janvier 2017 | 978-4-06-392561-6 |
| Liste des chapitres : - Ch. 4 : 地獄の門 (Jigoku no mon) - Ch. 5 : 埼玉蕨の三悪人 (Saitama Warabi no san'akunin) - Ch. 6 : フロンティア (Furontia) - Ch. 7 : 恋わずらい (Koiwazurai)                                                         |                 |                   |
| 3 | 16 juin 2017    | 978-4-06-392581-4 |
| Liste des chapitres : - Ch. 8 : インテンシティトレーニングゲット作戦 (Intenshititorēningugetto sakusen) - Ch. 9 : 追う者、追われる者 (Ou Mono, Owareru Mono) - Ch. 10 : 躍進のチーム (Yakushin no chīmu) - Ch. 11 : 赤の軍団 (Aka no Gundan) |                 |                   |
| 4 | 17 octobre 2017 | 978-4-06-392599-9 |
| Liste des chapitres : - Ch. 12 : 傷だらけの王者 (Kizu-darake no Ōja) - Ch. 13 : 的束 (Teki taba) - Ch. 14 : 隣を走る人 (Tonari o hashiru hito) - Ch. 15 : エメラルドは輝く (Emerarudo wa kagayaku)                                           |                 |                   |
| 5 | 16 février 2018 | 978-4-06-510882-6 |
| Liste des chapitres : - Ch. 16 : 夢見る女の子 (Yumemiru on'nanoko) - Ch. 17 : 選択と野心 (Sentaku to yashin) - Ch. 18 : 異体同心 (Itai dōshin) - Ch. 19 : 根幹を参すもの (Konkan o sansu mono)                                               |                 |                   |
| 6 | 15 juin 2018    | 978-4-06-511705-7 |
| Liste des chapitres : - Ch. 20 : 映進撃 (Ei shingeki) - Ch. 21 : 追いかけてくる過去 (Oikakete kuru kako) - Ch. 22 : 異端児 (Itan-ji) - Ch. 23 : 勝つべくして勝つ (Katsubeku shite katsu)                                                     |                 |                   |
| 7 | 17 octobre 2018 | 978-4-06-513751-2 |
| Liste des chapitres : - Ch. 24 : プランB (Puran B) - Ch. 25 : 夢みるフットボール (Yumemiru futtobōru) - Ch. 26 : 言葉のちから (Kotoba nochi kara) - Ch. 27 : 小さな悪魔 (Chīsana akuma)                                                      |                 |                   |
| 8 | 15 février 2019 | 978-4-06-514619-4 |
| Liste des chapitres : - Ch. 28 : 顕現する才能 (Kengen suru sainō) - Ch. 29 : ツインテールの悪魔 (Tsuintēru no akuma) - Ch. 30 : 受け継がれる青と藤脂 (Uketsugareru ao to Fuji abura) - Ch. 31 : 新興勢力 (Shinkō seiryoku)                   |                 |                   |
| 9 | 17 juin 2019    | 978-4-06-516098-5 |
| Liste des chapitres : - Ch. 32 : 調見と再会 (Chō mi to saikai) - Ch. 33 : 日本一のチーム (Nihon'ichi no chīmu) - Ch. 34 : 姉妹の夢 (Shimai no yume) - Ch. 35 : 女王の野心 (Joō no yashin)                                                    |                 |                   |
| 10 | 17 octobre 2019 | 978-4-06-517369-5 |
| Liste des chapitres : - Ch. 36 : 2人のレジスタ (2-Ri no rejisuta) - Ch. 37 : ストロングポイント (Sutorongupointo) - Ch. 38 : (横牲) - Ch. 39 : 誇り高き女王 (Hokori takaki joō)                                                              |                 |                   |
| 11 | 17 février 2020 | 978-4-06-518543-8 |
| Liste des chapitres : - Ch. 40 : 歳を張る花 (Sai o haru hana) - Ch. 41 : 起死回生の一手 (Kishikaisei no itte) - Ch. 42 : ダンシングスワン (Danshingusuwan) - Ch. 43 : 作戦続行中 (Sakusen zokkō-chū)                                         |                 |                   |
| 12 | 17 juin 2020    | 978-4-06-519685-4 |
| Liste des chapitres : - Ch. 44 : 主将の夢 (Shushō no yume) - Ch. 45 : みんな同じ (Min'na onaji) - Ch. 46 : 追いかける青中 (Oikakeru ao-chū) - Ch. 47 : エモーショナル (Emōshonaru)                                                           |                 |                   |
| 13 | 16 octobre 2020 | 978-4-06-521042-0 |
| Liste des chapitres : - Ch. 48 : (バトンタッチ) - Ch. 49 : (オーガナイズ) - Ch. 50 : (チームワラピーズ) - Ch. 51 : (焦燥) |                 |                   |
| 14 | 1er avril 2021  | 978-4-06-522990-3 |
| Liste des chapitres : - Ch. 52 : カオスをもたらす者たち (Kaosu o motarasu-sha-tachi) - Ch. 53 : マイチーム (Maichīmu) - Ch. 54 : 強者の戦い (Tsuwamono no tatakai) - Ch. 55 : フットボールの風景 (Futtobōru no fūkei)                        |                 |                   |

## Anime

### Série télévisée
L'adaptation en anime est annoncée en septembre 2020,. Elle adapte le manga Sayonara Watashi no Cramer. La série est réalisée par Seiki Takuno au sein du studio Liden Films et diffusée à partir d'avril 2021 sur Tokyo MX au Japon et en simulcast sur Crunchyroll dans les pays francophones sous le titre Farewell, My Dear Cramer.

#### Liste des épisodes
| No                      | Titre français               | Titre japonais     | Titre japonais        | Date de 1re diffusion |
| No                      | Titre français               | Kanji              | Rōmaji                | Date de 1re diffusion |
| ----------------------- | ---------------------------- | ------------------ | --------------------- | --------------------- |
| 1                       | Ensemble                     | みんな             | Minna                 | 4 avril 2021          |
| [Chapitres 1-2-3]       |                              |                    |                       |                       |
| 2                       | Impact                       | インパクト         | Inpakuto              | 11 avril 2021         |
| [Chapitres 2-3]         |                              |                    |                       |                       |
| 3                       | La Porte de l'Enfer          | 地獄の門           | Jigoku no Mon         | 18 avril 2021         |
| [Chapitres 3-4-5]       |                              |                    |                       |                       |
| 4                       | Frontière                    | フロンティア       | Furontia              | 25 avril 2021         |
| [Chapitres 5-6]         |                              |                    |                       |                       |
| 5                       | En mal d'amour               | 恋わずらい         | Koiwazurai            | 2 mai 2021            |
| [Chapitre 7]            |                              |                    |                       |                       |
| 6                       | Poursuivants et poursuivis   | 追う者、追われる者 | Ou Mono, Owareru Mono | 9 mai 2021            |
| [Chapitres 8-9]         |                              |                    |                       |                       |
| 7                       | Une équipe en progrès        | 躍進のチーム       | Yakushin no Chīmu     | 16 mai 2021           |
| [Chapitre 10]           |                              |                    |                       |                       |
| 8                       | Quand le passé nous rattrape | 追いかけてくる過去 | Oikakete Kuru kako    | 23 mai 2021           |
| [Chapitres 10-19-20-21] |                              |                    |                       |                       |
| 9                       | L'équipe en rouge            | 赤の軍団           | Aka no Gundan         | 30 mai 2021           |
| [Chapitre 11]           |                              |                    |                       |                       |
| 10                      | La championne meurtrie       | 傷だらけの王者     | Kizu-darake no Ōja    | 6 juin 2021           |
| [Chapitres 11-12-13]    |                              |                    |                       |                       |
| 11                      | Ceux qui courent à nos côtés | 隣を走る人         | Tonari o hashiru hito | 13 juin 2021          |
| [Chapitres 13-14-15]    |                              |                    |                       |                       |
| 12                      | Ambitions et Décisions       | 野心と選択         | Yashin to Sentaku     | 20 juin 2021          |
| [Chapitres 15-16]       |                              |                    |                       |                       |
| 13                      | Les Fondations               | 根幹をなすもの     | Konkan o Nasu Mono    | 27 juin 2021          |
| [Chapitres 17-18-19]    |                              |                    |                       |                       |

### Film d'animation
Le film d'animation Sayonara Watashi no Cramer: First Touch adapte les deux tomes du manga Sayonara Football. Initialement prévu pour le 1er avril 2021, le film sort le 11 juin 2021.